# Carlo Gambino
Carlo Gambino (Caccamo, 14 augustus 1902 – Brooklyn, 15 oktober 1976), beter bekend onder het pseudoniem Don Carlo, was een Italiaans-Amerikaans crimineel. In zijn hoogtijdagen was hij de leider van de maffiafamilie Gambino.